# Pärlblommor
Pärlblommor är konstgjorda blommor av små broderipärlor av glas.
De hundratals, ibland tusentals, millimeterstora glaspärlorna träs på tunn metalltråd som tvinnas ihop till en trådskulptur.

## Historik
I renässansens Venedig, på 1400-talet, tillverkades pärlblommor för altardekorationer och religiösa processioner. 
Senare, under 1700- och 1800-talet, kunde italienska och franska bönder livnära sig på pärlarbete under vintern. Bland annat tillverkades praktfulla pärlbroderier för de högre stånden. Alla broderipärlor dög inte, utan de ojämna sorterades bort. Men de togs ändå tillvara, träddes upp på metalltråd eller tagel, och formades i stället till blommor som fick dekorera altaret i byns kapell.
Vid mitten av 1800-talet började kransar av pärlblommor användas som gravsmyckning i Central- och Sydeuropa. Blommorna tillverkades av arbetare i hemmen och monterades till kransar i fabriker eller fängelser. Branschen växte i takt med antalet krigsoffer under första världskriget. Kransar från Frankrike och Tyskland exporterades till europeiska grannländer men också till andra delar av världen. 
Pärlkransarna blev omoderna och försvann i Europa på 1960-talet, men återkom i en ny form i USA. Fashionabla varuhus sålde nytillverkade franska pärlblommor för heminredning, kurser arrangerades och en rad handböcker publicerades. 
Från 1980-talets slut och framåt kom en ännu en våg av popularitet. Böcker gavs ut på italienska, japanska, franska, ryska, tyska och nederländska. Idag har traditionen att tillverka minnesblommor av pärlor också kommit tillbaka men pärlblommorna används främst i brudbuketter, som hårdekorationer och i heminredning.